# 鷲田詩音
鷲田 詩音（わしだ しおん、2000年2月21日 - ）は、日本のタレント・元子役である。神奈川県出身。ホリプロ・インプルーブメント・アカデミー所属。

## 出演

### テレビドラマ
- 土曜プレミアム 新 美味しんぼ3（2009年、フジテレビ） - 山岡史郎（松岡昌宏）少年時代役
- 大魔神カノン（2010年、テレビ東京） - 高山健人 役、後根幸太郎（標永久）少年時代役
- ハガネの女 シーズン2（2011年4月21日-6月16日 、テレビ朝日） - 高木裕也役
- 赤と黒のゲキジョー 瀬在丸紅子の事件簿〜黒猫の三角〜（2015年、フジテレビ）

### CM
- トミーダイレクト（2010年）グラットゆらっと篇
- NTTドコモ 「得ダネを追え！U25応援割」篇 （2015年）

### 映画
- いぬばか（2009年　スザンヌ主演） - 飯田撤兵（徳山秀典）少年時代役
- 東京公園（2011年） - 光司（10歳）役
- だいじょうぶ3組（2013年） - 鷲田達也役